# زیردریایی یو-۱۸۲
زیردریایی یو-۱۸۲ (به انگلیسی: German submarine U-182) یک زیردریایی بود که طول آن ۸۷٫۵۸ متر (۲۸۷ فوت ۴ اینچ) بود. این زیردریایی در سال ۱۹۴۲ ساخته شد.